# 出口臥龍
出口 臥龍（でぐち がりゅう）は、新聞記者、雑誌記者、日本の作家。

## 概要
昭和22年（1947年）の下関市に生まれる。下関市立西山小学校を終え、父の転勤で千葉県茂原市に移転。茂原市立茂原中学校を卒業。千葉県立長生高校に進学するも、出席日数不足で卒業時に落第。ひと月通学するも自主退学。同年、大学入学資格試験に合格。立命館大学一部史学科を中退。新聞や雑誌の記者、フリーランサーを経て、自転車関連する出版社を創立。台湾を取材している途中に事故で頸髄損傷を負い、療養生活をし続けながら、文筆活動の専念を手がける。

### 著作
- 『今ひとたびの旅立ち』
- 『ワラをも掴め!!』
- 『疵』
- 『霧笛海峡』
- 『溺れ谷心中』
- 『魯山人になりたかった陶芸家―番浦史郎の光と影』
- 『指紋のない男』
- 『台湾点描』
- 『グラバーの暗号　龍馬暗殺の真相』